# Kršćanska sadašnjost
Kršćanska sadašnjost izdavačka je i nakladnička kuća iz Zagreba osnovana 1968. pod nazivom Kršćanska sadašnjost, Centar za koncilska istraživanja, dokumentaciju i informacije. 
Osnovao ju je zagrebački nadbiskup, kardinal Franjo Šeper kao crkvenu ustanovu koja će omogućiti dublje i šire poznavanje misli Drugoga vatikanskog sabora u Hrvatskoj. Na osnivanje Kršćanske sadašnjosti utjecao je i časopis Svesci, koji je počeo izlaziti 1966. godine, a uz koje se prvi put spominje termin Kršćanska sadašnjost. Među pokretačima i značajnim urednicima i autorima izdanja Kršćanske sadašnjosti bili su Tomislav Janko Šagi-Bunić, Josip Turčinović i Vjekoslav Bajsić. Časopisi koje objavljuju su Biblija danas, Služba riječi, Communio (Svesci, Svesci – Communio), Kana, Bogoslovska smotra, Nova prisutnost, Croatica Christiana Periodica.

## Vanjske poveznice
- Službene stranice
- Nastanak i razvitak Kršćanske sadašnjosti. Zbornik radova sa znanstvenog simpozija o 40. obljetnici djelovanja
- Tragovi i putokazi. Uz 50. obljetnicu utemeljenja Kršćanske sadašnjosti